# 索里亚诺省
索里亚诺省（西班牙語：Departamento de Soriano）為南美國家烏拉圭十九省之一省，位於烏拉圭西南部，該省省会為梅塞德斯。